# Ken Kennedy (informaticien)
Pour les articles homonymes, voir Ken Kennedy.
Ken Kennedy (12 août 1945 - 7 février 2007) est un informaticien américain et professeur à l'Université Rice. Il est le président fondateur du département d'informatique de Rice,.

## Biographie
Kennedy dirige la construction de plusieurs systèmes logiciels substantiels pour la programmation d'ordinateurs parallèles, notamment un vectoriseur automatique pour Fortran 77, un environnement de programmation scientifique intégré, des compilateurs pour Fortran 90 et High Performance Fortran, et un système de compilation pour les langages de domaine basés sur l'environnement informatique numérique. MATLAB.
Il écrit plus de 200 articles et chapitres de livres, ainsi que de nombreux discours de conférence. Kennedy est élu à l'Académie nationale d'ingénierie des États-Unis en 1990. Il est nommé Fellow de l'Association américaine pour l'avancement des sciences en 1994 et de l'Association for Computing Machinery et de l'Institute of Electrical and Electronics Engineers en 1995. En reconnaissance de ses réalisations en matière de compilation pour les systèmes informatiques à haute performance, il reçoit le WW McDowell Award 1995, la plus haute distinction de recherche de l'IEEE Computer Society. De 1997 à 1999, il est coprésident du Comité consultatif présidentiel sur les technologies de l'information (PITAC). En 1999, il est nommé récipiendaire du ACM SIGPLAN Programming Languages Achievement Award, la troisième fois que ce prix est décerné. En 2005, il est élu à l'Académie américaine des arts et des sciences.
Kennedy est décédé d'un Cancer du pancréas à Houston à l'âge de 61 ans. Au moment de sa mort, il est professeur à l'Université John et Ann Doerr au département d'informatique de Rice et directeur du Center for High Performance Software Research (HiPerSoft). Au 20 novembre 2006, il a dirigé les thèses de doctorat de 38 étudiants diplômés et les thèses de maîtrise de 8 étudiants.
La dernière publication de Kennedy est intitulée The rise and fall of High Performance Fortran: an historical object leson  dans laquelle Kennedy discute de l'échec général du langage High Performance Fortran qu'il a défendu.
Le 18 novembre 2009, l'ACM et l'IEEE décernent le premier prix Ken Kennedy CS  à Francine Berman du Rensselaer Polytechnic Institute. Le prix est décerné lors de la conférence ACM IEEE Supercomputing (ou "SC") '09.